# Ocotea froesii
Ocotea froesii är en lagerväxtart som beskrevs av A. C. Smith. Ocotea froesii ingår i släktet Ocotea och familjen lagerväxter. Inga underarter finns listade i Catalogue of Life.